# Stefan Fundić
Stefan Fundić (in serbo Стефан Фундић?; Belgrado, 30 giugno 1994) è un cestista serbo.

## Palmarès
- Coppa di Croazia: 1

Zara: 2020